# برازین (اردن)
برازین (به عربی: برازین) یک منطقهٔ مسکونی در اردن است که در استان امان واقع شده‌است.